# Jenkinshelea accraensis
Jenkinshelea accraensis är en tvåvingeart som först beskrevs av Ingram och John William Scott Macfie 1923.  Jenkinshelea accraensis ingår i släktet Jenkinshelea och familjen svidknott.
Artens utbredningsområde är Ghana. Inga underarter finns listade i Catalogue of Life.